# 格蘭特鎮區 (伊利諾伊州萊克縣)
格蘭特鎮區（英語：Grant Township）是位於美國伊利諾伊州萊克縣的一個行政鎮區。

## 地方資料
根據2010年美國人口普查的數據，格蘭特鎮區的面積為59.50平方千米，當中陸地面積為49.50平方千米，而水域面積為10.00平方千米。當地共有人口27040人，而人口密度為每平方千米454.45人。